# Municipio de East Oakland
El municipio de East Oakland (en inglés, East Oakland Township) es un municipio ubicado en el condado de Coles, Illinois, Estados Unidos. Según el censo de 2020, tiene una población de 1229 habitantes.

## Geografía
Está ubicado en las coordenadas 39°37′57″N 88°1′16″O / 39.63250, -88.02111 (39.632517, -88.021234). Según la Oficina del Censo de los Estados Unidos, tiene una superficie total de 102.0 km², de la cual 101.8 km² corresponden a tierra firme y 0.2 km² son agua.

## Demografía
Según el censo de 2020, hay 1229 personas residiendo en la zona. La densidad de población es de 12.1 hab./km². El 95.12 % de los habitantes son blancos, el 0.24 % son afroamericanos, el 0.08 % es amerindio, el 0.24 % son asiáticos, el 0.08 % es isleño del Pacífico, el 0.24 % son de otras razas y el 3.99 % son de una mezcla de razas. Del total de la población, el 1.87 % son hispanos o latinos de cualquier raza.